# 13. Międzynarodowy Festiwal Filmowy w Berlinie
13. Międzynarodowy Festiwal Filmowy w Berlinie odbył się w dniach 21 czerwca – 2 lipca 1963 roku. Imprezę otworzył pokaz niemieckiego filmu Pociąg zatrzymał się w Berlinie w reżyserii Rolfa Hädricha. W konkursie głównym zaprezentowano 22 filmy pochodzące z 17 różnych krajów.
Jury pod przewodnictwem brytyjskiej reżyserki Wendy Toye przyznało nagrodę główną festiwalu, Złotego Niedźwiedzia, ex aequo japońskiemu filmowi Bushido – saga o samurajach w reżyserii Tadashiego Imai oraz włoskiej komedii Szatan w reżyserii Giana Luigiego Polidoro. Na festiwalu zaprezentowano retrospektywy poświęcone twórczości niemieckiej aktorki Elisabeth Bergner oraz trzech reżyserów: Niemca Ewalda André Duponta, Austriaka Karla Grune i Japończyka Yasujirō Ozu.

## Członkowie jury

### Konkurs główny
- Wendy Toye, brytyjska reżyserka − przewodnicząca jury[2]
- Fernando Ayala, argentyński reżyser
- Guglielmo Biraghi, włoski krytyk filmowy
- Baldev Raj Chopra, indyjski reżyser
- Günther Engels, niemiecki dziennikarz
- Karl Malden, amerykański aktor
- Jean-Pierre Melville, francuski reżyser
- Masatora Sakurai, japoński krytyk filmowy
- Harry R. Sokal, niemiecki producent filmowy

### Konkurs filmów dokumentalnych i krótkometrażowych
- T.O.S. Benson, nigeryjski minister kultury − przewodniczący jury
- Volker Baer, niemiecki dziennikarz
- Charles Boost, holenderski ilustrator i krytyk filmowy
- Carlos Fernández Cuenca, hiszpański krytyk filmowy
- Børge Høst, duński reżyser
- Wolfgang Kiepenheuer, niemiecki reżyser
- Abdel Rahim Sorour, delegat Organizacji Krajów Arabskich ds. Edukacji, Kultury i Nauki

## Selekcja oficjalna

### Konkurs główny
Następujące filmy zostały wyselekcjonowane do udziału w konkursie głównym o Złotego Niedźwiedzia i Srebrne Niedźwiedzie:
| Tytuł polski                    | Tytuł oryginalny                                      | Reżyseria              | Kraj produkcji    |
| ------------------------------- | ----------------------------------------------------- | ---------------------- | ----------------- |
| Kochanka                        | Älskarinnan                                           | Vilgot Sjöman          | Szwecja           |
| Bushido – saga o samurajach     | Bushidô zankoku monogatari Bushidō zankoku monogatari | Tadashi Imai           | Japonia           |
| Dozorca                         | The Caretaker                                         | Clive Donner           | Wielka Brytania   |
| Szatan                          | Il diavolo                                            | Gian Luigi Polidoro    | Włochy            |
| Dziwny parafianin               | Un drôle de paroissien                                | Jean-Pierre Mocky      | Francja           |
| Ścigany przez psy               | اللص والكلاب El less wal kilab                        | Kamal El Sheikh        | Egipt             |
| Doktor Freud                    | Freud                                                 | John Huston            | Stany Zjednoczone |
| Piwnica                         | המרתף Ha-Martef                                       | Natan Gross            | Izrael            |
| Nieśmiertelna                   | L'immortelle                                          | Alain Robbe-Grillet    | Francja           |
| Niewinni                        | Los inocentes                                         | Juan Antonio Bardem    | Hiszpania         |
| Życie i śmierć we Flandrii      | Leven en dood op het land                             | Emile Degelin          | Belgia            |
| Polne lilie                     | Lilies of the Field                                   | Ralph Nelson           | Stany Zjednoczone |
| Ludzie i bestie                 | Mensch und Bestie                                     | Edwin Zbonek           | RFN               |
| Młode Afrodyty                  | Μικρές Αφροδίτες Mikres Afrodites                     | Nikos Koundouros       | Grecja            |
| Z życia lekarza                 | Retalhos da Vida de Um Médico                         | Jorge Brum do Canto    | Portugalia        |
| Powrót                          | La rimpatriata                                        | Damiano Damiani        | Włochy            |
| Pan, pani i służący             | साहिब बीबी और ग़ुलाम Sahib Bibi Aur Ghulam                   | Abrar Alvi             | Indie             |
| Zalotnik                        | Le soupirant                                          | Pierre Étaix           | Francja           |
| Taras                           | La terraza                                            | Leopoldo Torre Nilsson | Argentyna         |
| Pociąg zatrzymał się w Berlinie | Verspätung in Marienborn                              | Rolf Hädrich           | RFN               |
| Brama czystości                 | 열녀문 Yeolnyeomun                                    | Shin Sang-ok           | Korea Południowa  |
| Tajemnica poliszynela           | Yksityisalue                                          | Maunu Kurkvaara        | Finlandia         |

## Laureaci nagród

### Konkurs główny
Złoty Niedźwiedź
- Bushido – saga o samurajach, reż. Tadashi Imai
- Szatan, reż. Gian Luigi Polidoro

Srebrny Niedźwiedź dla najlepszego reżysera
- Nikos Koundouros – Młode Afrodyty

Srebrny Niedźwiedź dla najlepszej aktorki
- Bibi Andersson – Kochanka

Srebrny Niedźwiedź dla najlepszego aktora
- Sidney Poitier – Polne lilie

Srebrny Niedźwiedź – Nagroda Specjalna Jury
- Dozorca, reż. Clive Donner

### Konkurs filmów dokumentalnych i krótkometrażowych
Złoty Niedźwiedź
- Bouwspelement, reż. Charles Huguenot van der Linden

Srebrny Niedźwiedź
- Film dokumentalny:  Der große Atlantik, reż. Peter Baylis
- Film krótkometrażowy:  The Home-Made Car, reż. James Hill

Srebrny Niedźwiedź – Nagroda Specjalna Jury
- Shaqayeq-e Suzan, reż. Hushang Shafti
- Tori, reż. Erkko Kivikoski

### Pozostałe nagrody
Nagroda FIPRESCI
- Młode Afrodyty, reż. Nikos Koundouros
  - Wyróżnienie:  Powrót, reż. Damiano Damiani

Nagroda UNICRIT (Międzynarodowej Unii Krytyki Filmowej)
- Niewinni, reż. Juan Antonio Bardem

Nagroda OCIC (Międzynarodowego Katolickiego Biura Filmowego)
- Polne lilie, reż. Ralph Nelson

Nagroda Interfilm (Międzynarodowego Jury Ewangelickiego)
- Polne lilie, reż. Ralph Nelson
  - Wyróżnienie:  Piwnica, reż. Natan Gross

Nagroda Młodych
- Film fabularny:  Piwnica, reż. Natan Gross /  Pociąg zatrzymał się w Berlinie, reż. Rolf Hädrich
  - Wyróżnienie:  Polne lilie, reż. Ralph Nelson
- Film krótkometrażowy:  Merci, Monsieur Schmitz, reż. Alain Champeaux i Pierre Vetrine
  - Wyróżnienie:  The Home-Made Car, reż. James Hill